# ليو كون
ليو كون (بالصينية: 刘昆) هو سياسي صيني، ولد في 1956 في الصين. حزبياً، نشط في الحزب الشيوعي الصيني. وقد انتخب عضو مجلس الشعب الصيني ‏ خلال فترته النيابية ‏.